# Posaunenchor
Ein Posaunenchor ist ein mehrstimmiger Klangkörper verschiedener Blechblasinstrumente. Der Name nimmt darauf Bezug, dass es in der Anfangszeit nur Posaunen waren.
In Abgrenzung zum zumeist solistisch besetzten, freien Blechbläserensemble weisen Posaunenchöre deutlichen Bezug zur kirchlichen Arbeit auf. Sie stellen heute eine tragende Säule der Kirchenmusik, in aller Regel evangelischen Bekenntnisses, dar. Heute sind fast alle Arten von Blechblasinstrumenten in Posaunenchören anzutreffen, in der Mehrzahl allerdings Trompeten und Posaunen. Instrumente aus der Familie der Holzbläser sind seltener. Die Übergänge zu Blasorchestern oder gemischten Bläserbesetzungen sind gelegentlich fließend. Auch die Nähe zum Vokalchor besteht, da Chorgesang schon in der Barockmusik und in Werken der frühen Klassik von Posaunen begleitet wurde.
Die Deutsche UNESCO-Kommission hat Posaunenchöre im Dezember 2016 in das Bundesweite Verzeichnis des immateriellen Kulturerbes aufgenommen.

## Renaissance und Barock

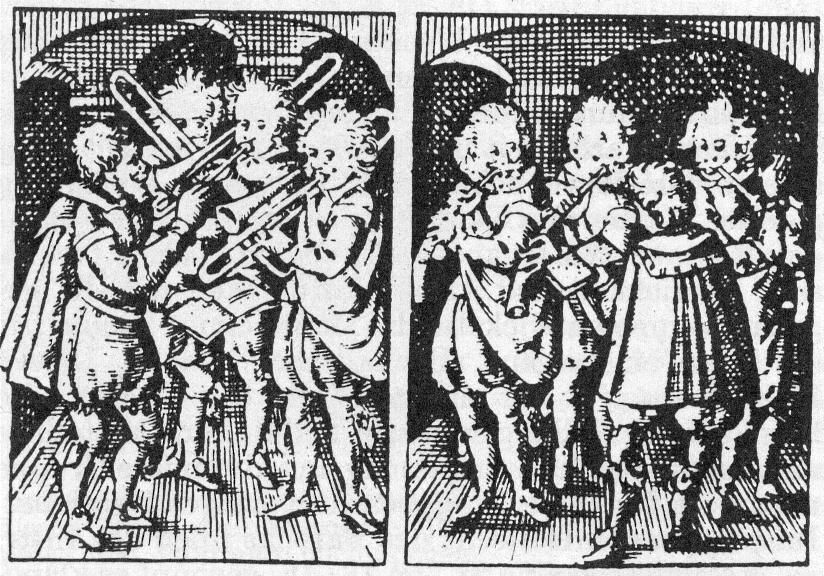
Zinken und Posaunen 1623

Posaunenchor 1518

Schon im frühen 16. Jahrhundert sind Posaunenensembles auf Bildquellen dokumentiert. Gegen 1500 schreibt der Posaunist Giovanni Aloixe in Briefen über die Einrichtung von Motetten für Bläser. Er berichtet über die Zusammenstellung von fünf Posaunen sowie über die Kombination von vier Posaunen mit zwei Cornetten und vier Posaunen mit vier Schalmeien. 1618 beschreibt Michael Praetorius in seinem Syntagma musicum einen „Posaunen Chor“. Er erwähnt eine Alt- oder Diskantposaune in D, die Gemeine rechte Posaun in A, die Quartposaune in E oder D sowie eine Oktavposaune in A. Er gibt Besetzungshinweise für das Zusammenwirken mit Singstimmen, Fagotten, Zinken, Streichern und Blockflöten. Das chorische Posaunenspiel wurde bis 1750 fast ausschließlich von Stadtpfeifern gepflegt. Friedrich Erhard Niedt bemerkt in seiner Musicalischen Handleitung 1721, dass die Posaune Kunstpfeifern, aber sonst wenig bekannt sei.
Trompeten und Posaunen waren in Renaissance und Barock getrennte Instrumentengruppen, deren Verbindung nur gelegentlich gefordert wird (u. a. bei Johann Heinrich Schmelzer und Andreas Hammerschmidt). Der Diskant der professionellen Posaunenensembles wurde häufig mit einem Zink oder auch einer Blockflöte ausgeführt. Beim Trompetenensemble wurde die tiefe Lage durch Pauken ergänzt. Die Lautstärke der Trompeten wurde in der Kirche teilweise kritisch gesehen. Schon Luther empfand Pauken und Trompeten als „himmlisches Feldgeschrei“ und „scheußliches Gottes-Ehr-Schreien“. Praetorius empfahl beim Zusammenwirken von Kantorei und Trompeten, letztere außerhalb der Kirche aufzustellen. Die engmensurierten Posaunen dienten neben dem Spiel der Intraden auch der Begleitung der Vokalmusik. Bach ließ in einigen Kantaten die Chorstimmen durch Posaunen verdoppeln, so z. B. in Christ lag in Todes Banden, BWV 4, Aus tiefer Not schrei ich zu dir, BWV 38 und Also hat Gott die Welt geliebt, BWV 68. In der Kantate Es ist nichts Gesundes an meinem Leibe, BWV 25 fügt Bach im Posaunensatz dem Sopran in der Oberoktave drei Blockflöten zu. Auch bei den Salzburger Messen von Wolfgang Amadeus Mozart sind Posaunen zur Unterstützung der tieferen Chorstimmen vorgesehen.

## 1800 bis Gegenwart
Mit der Einführung und steten Verbesserung der Ventile im Blechblasinstrumentenbau entstanden in Europa vielfältige Musikvereinigungen von Amateuren. Neben gemischten Blasorchestern wurde auch in reiner Blechbesetzung gespielt. Die Posaunen traten durch die Besetzung mit Trompeten und den Instrumenten der Bügelhornfamilie etwas in den Hintergrund. Eine besondere Bedeutung bekam in Deutschland das Bläserwesen in der evangelischen Kirche, wo die gemischten Blechbläserensembles mit dem Begriff Posaunenchor bezeichnet wurden. Ein Pendant zu den christlichen Posaunenchören in Deutschland bieten die englischen Brass Bands der Heilsarmee.

### Evangelische Posaunenchöre in Deutschland

#### Ursprünge
Die modernen evangelischen Posaunenchöre haben ihren Ursprung im Pietismus. Bei Freiluftgottesdiensten und Zeltmissionsveranstaltungen galten Posaunenchöre als mobile „Allwetter-Orgeln“. Die ersten Posaunenchöre gab es im 18. Jahrhundert in der Herrnhuter Brüdergemeine in der Oberlausitz. „Im Herrnhuter Gemeindetagebuch vom 1. April 1731 wird erstmals der Einsatz von Waldhörnern bei einem Begräbnis erwähnt. Am 1. Juni 1731 ist davon die Rede, dass abends angereiste Gäste von der Gemeinde mit Gesang und dem Klang von ganz neuen Posaunen willkommen geheißen wurden.“
- Fünf musikbegeisterte Bürger, Häusler und Weber der protestantischen Gemeinde Walddorf kauften 1766 einen „Chor Posaunen“ (Diskant-, Alt, Tenor- und Bassposaunen), erlernten auf eigene Rechnung das Blasen und schenkten die Instrumente der Kirchgemeinde, „damit die Sache selbst Gott zu Ehren und hiesiger Kirche zum Ruhm gereiche“.
- In Kittlitz gab sich 1817 der „Posaunistenchor“ einen eigenen, 46 Punkte umfassenden „Status des Musikchors“, um „a, den Namen Gottes sowohl selbst zu verherrlichen, als auch b, andere dazu zu ermuntern“.
- 1851 wurde in Brockhausen (Bad Essen) der älteste Posaunenchor der heutigen Evangelisch-lutherischen Landeskirche Hannovers gegründet.
- 1865 wurde in Neuendettelsau der älteste Posaunenchor Bayerns gegründet.
- 1995 fand der Archivpfleger und Leiter der Posaunenchöre im sächsischen Kirchenbezirk Löbau, Siegfried Seifert (Kantor-Diakon i. R.), im Schönau-Berzdorfer Archiv vier handgeschriebene Stimmhefte mit 150 Chorälen für Diskant-, Alt-, Tenor- und Bassposaune, die ab 1821 geführt wurden.

Im Zuge der Erweckungsbewegung des 19. Jahrhunderts wurden in Ostwestfalen (Minden-Ravensberg) Posaunenchöre im heutigen Sinn gegründet, als ältester der von Jöllenbeck im Jahre 1843.

#### Geschichte ab Anfang des 20. Jahrhunderts

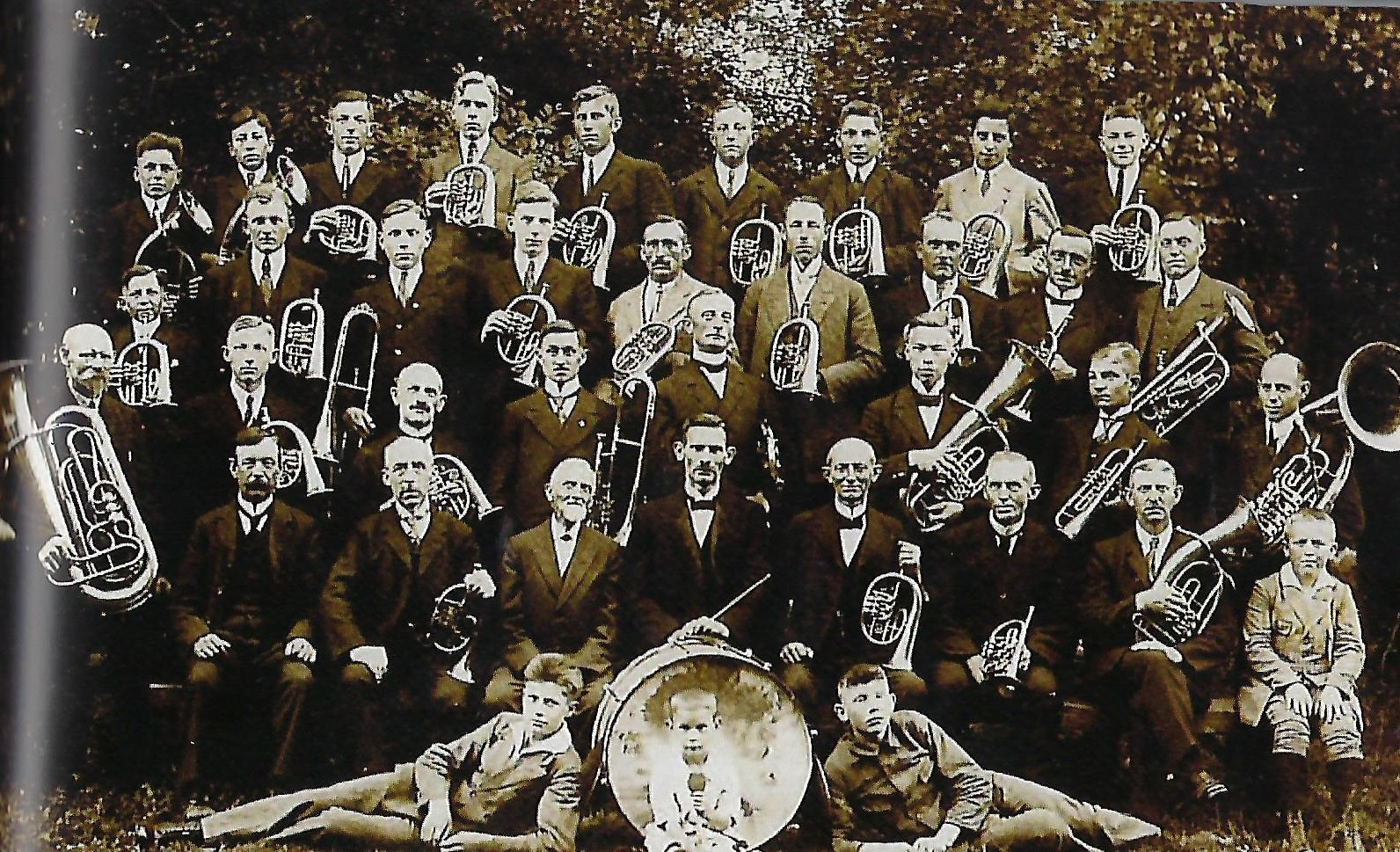
Ev. Posaunenchor Schneverdingen (1925)

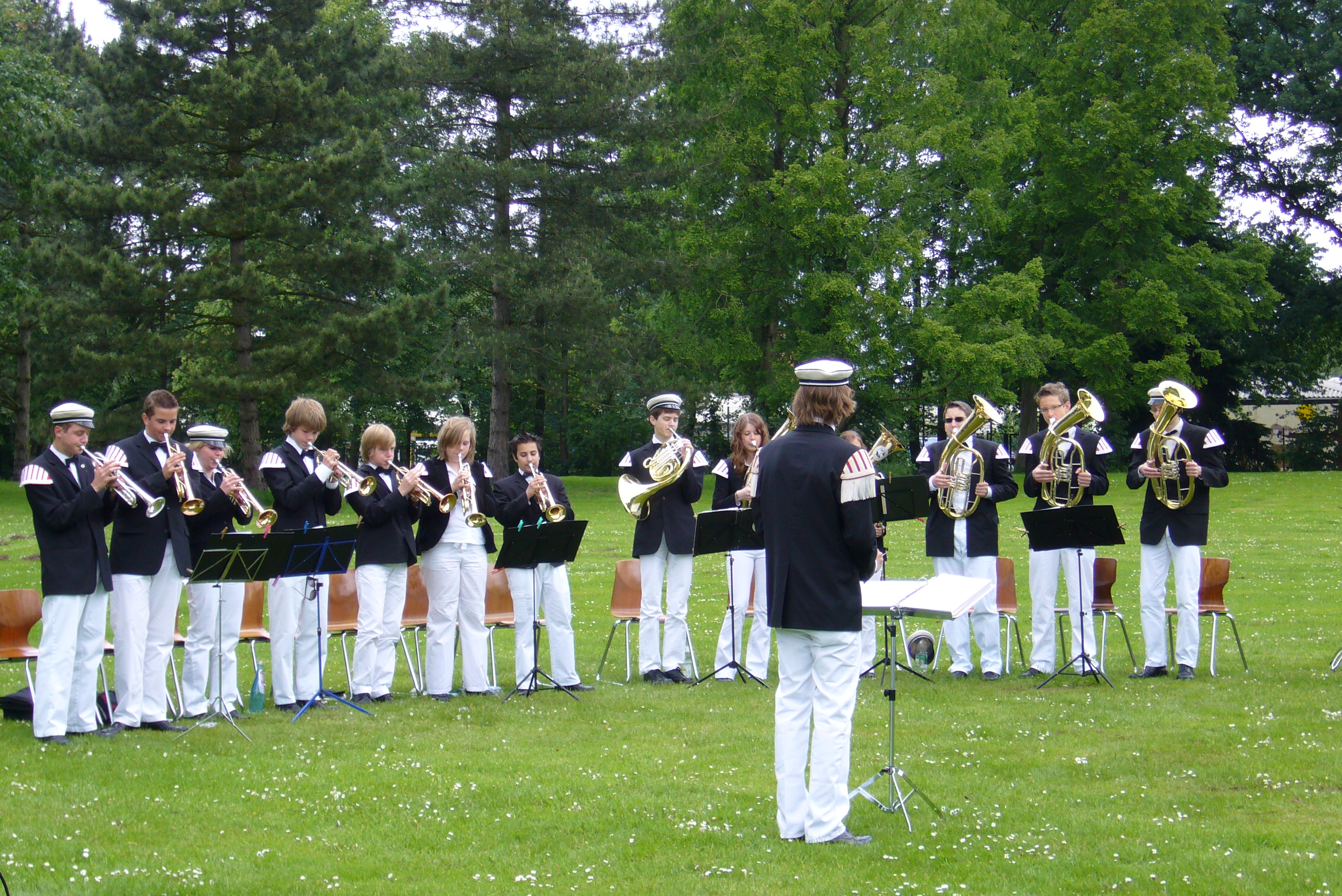
Gymnasial-Posaunenchor Gütersloh (2006)

Die Ursprünge in der Herrnhuter Brüdergemeine haben sich bis heute erhalten. In einigen Ortsgemeinden spielen die Posaunenchöre bei jedem Gottesdienst oder begleiten die Gemeinde bei der sogenannten Singstunde, die in der Regel am Samstagabend oder zu bestimmten Anlässen abgehalten wird. Insbesondere aber das Wecken am Ostermorgen durch die Bläser ist in den Gemeinden sehr verbreitet. „Unter dem 6. April 1738 erwähnt das Herrnhuter Gemeindetagebuch erstmals die Mitwirkung von Bläsern bei der Ostermorgen-Feier. Nach dem Wecken um halb vier »ging die Prozession mit Posaunen und anderen Instrumenten hinaus auf den Hutberg« zum Gottesacker.“ Darüber hinaus veranstalten die Herrnhuter in unregelmäßigen Abständen, seit 1965 alle zwei Jahre, ihren Internationalen Bläsertag. Der erste Bläsertag der Herrnhuter Brüdergemeine fand am 20.–22. September 1924 in Gnadenberg in Schlesien statt. Die Tradition wird bis heute fortgesetzt (Stand 2024).
Pastor Eduard Kuhlo (1822–1891) und sein Sohn, der „Posaunengeneral“ und Reichsposaunenwart Johannes Kuhlo (1856–1941), gelten als die „Väter“ der westfälischen Posaunenchöre. Von Westfalen aus breiteten sich die Posaunenchöre in ganz Deutschland aus. Organisatorisch gehörten sie in den ersten Jahrzehnten den evangelischen Jünglingsvereinen (CVJM) an, die im „Reichsverband der evangelischen Jungmännerbünde Deutschlands“ zusammengeschlossen waren.
Man strebte eine Abgrenzung von den Militärblaskapellen an. Gleichwohl erfolgte eine „Anerkennung“ als Musik der Kirche teilweise unter großen Widerständen der tradierten Kirchenmusik. Das Hauptziel sah man zunächst in der Volksmission. Jahrzehntelang waren die Posaunenchöre von Kuhlos Klangideal geprägt, demzufolge der Klang der Bläser einem Vokalchor möglichst nahekommen sollte. Deshalb wurden Hörner aller Art bevorzugt, während Trompeten und Posaunen verpönt waren. In Reinkultur konnte man das beim berühmten Kuhlo-Horn-Sextett sehen und hören. Erst in der Nach-Kuhlo-Zeit (nach 1945) rückte man, unter Führung von Wilhelm Ehmann und vom Neobarock beeinflusst, von dieser Auffassung ab.
Als Pioniere der „Posaunenarbeit“ sind außer den beiden Kuhlos besonders erwähnenswert: August Bernhard Ueberwasser (1866–1925), Hannover, CVJM-Nordbund; Fritz Fliedner (1874–1950), Schleswig-Holstein; Adolf Müller (1876–1957), Sachsen; Martin Schlee (1889–1961), Bayern; Walther Duwe (1895–1992), Westfalen, Mitarbeiter und Nachfolger Kuhlos in Bethel; Fritz Bachmann (1900–1961), Reichsobmann des VePD und des Posaunenwerks der EKD; Hermann Mühleisen (1903–1995), Jungmännerwerk Württemberg; Wilhelm Ehmann (1904–1989), Kirchenmusikschule Herford, Theoretiker und Praktiker der Bläserarbeit; Hans Mrozek (1906–1998), Sing- und Posaunenamt im CVJM-Reichsverband; und Richard Lörcher (1907–1970), CVJM-Westbund. Von den Anfängen der Posaunenchorbewegung im 19. Jahrhundert bis zum Jahr 1933 waren die Posaunenchöre ganz selbstverständlich Teil der evangelischen Jungmännerarbeit. 1934 wurden sie unter dem Druck der politischen Verhältnisse aus den Jungmännerbünden ausgegliedert und zum „Verband evangelischer Posaunenchöre Deutschlands“ (VePD) zusammengeschlossen (Reichsobmann Fritz Bachmann), womit eine Zwangsmitgliedschaft in der nationalsozialistischen Reichsmusikkammer verbunden war.

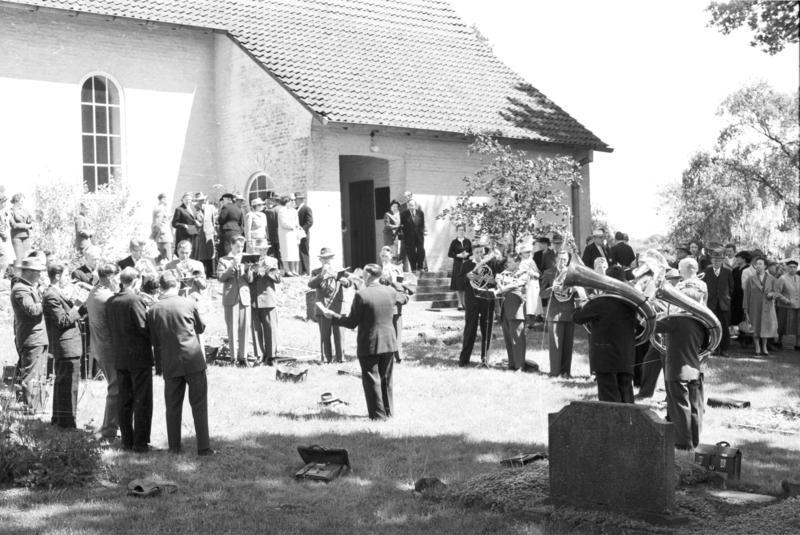
Posaunenchor bei der Einweihung der Autobahnkirche Exter 1959

Nach 1945 spaltete sich die Posaunenarbeit in organisatorischer Hinsicht. In manchen Gebieten kehrten die Chöre zum CVJM bzw. Jungmännerwerk zurück (Württemberg und CVJM-Westbund unter Führung von Hermann Mühleisen, dem Vorsitzenden des Reichsbeirates Posaunenchöre im CVJM-Reichsverband, später: CVJM-Gesamtverband). In den meisten, vor allem norddeutschen, evangelischen Landeskirchen wurden 1945 „Posaunenwerke“ gegründet, die sich zum Dachverband „Posaunenwerk der EKD“, später „Posaunenwerk in der EKD“, mit Fritz Bachmann als Obmann (Nachfolger: Hans-Martin Schlemm und Günther Schulz) zusammenschlossen. Daneben gab es auch selbständige Posaunenchorverbände (Bayern, Baden, Pfalz). Durch die deutsche Teilung wurden nach dem Mauerbau 1961 die Posaunenwerke in der DDR organisatorisch von den westdeutschen getrennt.
Erst nach Jahrzehnten, 1994, gelang es, einen einheitlichen Dachverband für alle 29 Posaunenwerke und -verbände im wiedervereinigten Deutschland zu gründen, den „Evangelischen Posaunendienst in Deutschland e. V.“ (EPiD) mit knapp 7.000 Posaunenchören und rund 100.000 Bläserinnen und Bläsern. Dessen Leitender Obmann ist Pfarrer Frank Möwes.

#### Geistliche Ausrichtung

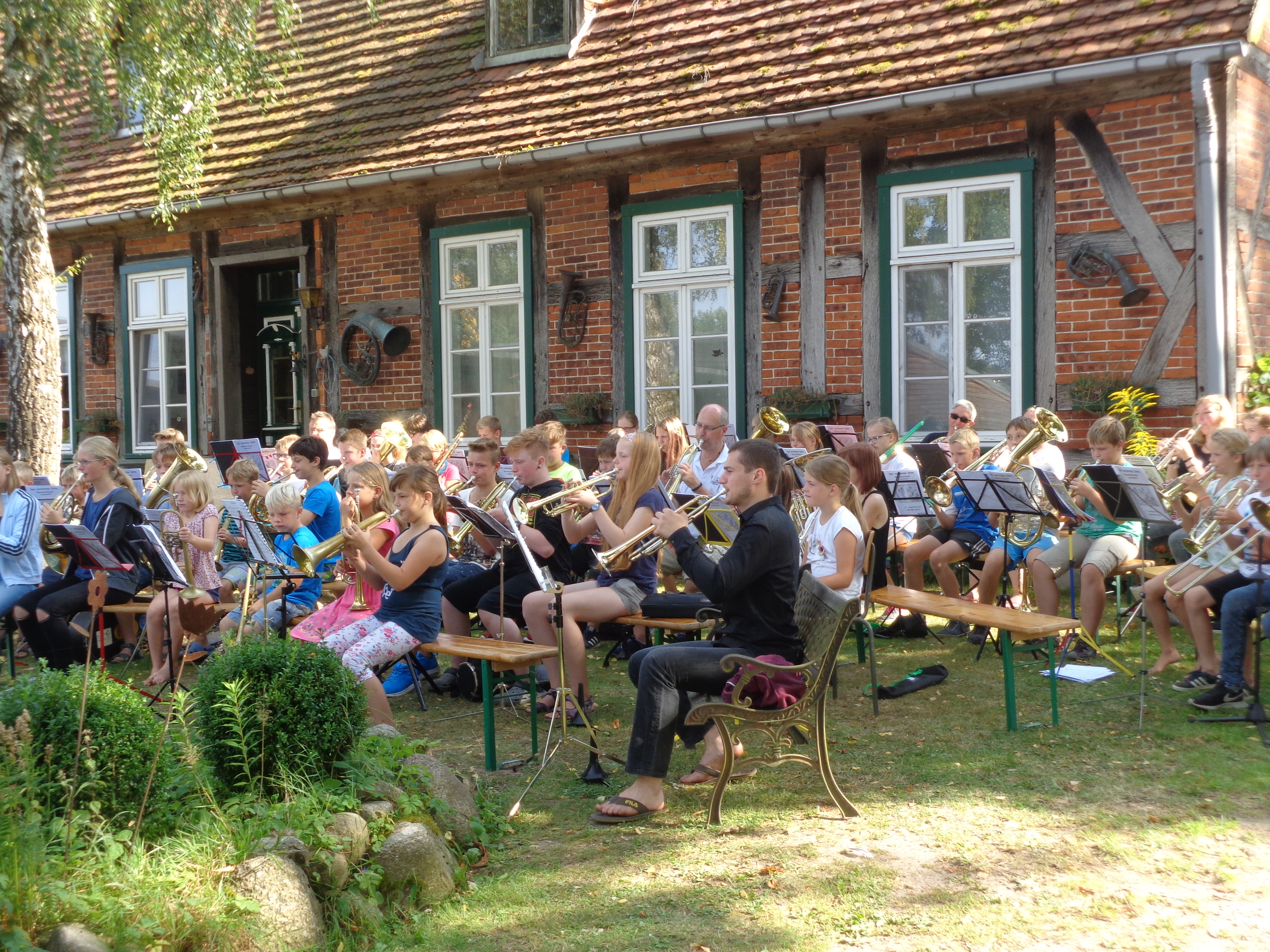
Posaunenchor in Barkow (Barkhagen) 2016

Der geistliche Auftrag der Posaunenchöre wird mit einem Satz nach Psalm 150,3a  – „Lobet ihn mit Posaunen“ – beschrieben: „Musizieren zum Lobe Gottes und den Menschen zur Freude“. Dieser aus der Geschichte gewachsene Leitgedanke dient auch heute noch zu einer Abgrenzung zu den weltlichen Blasorchestern in ähnlicher Besetzung.
Posaunenchöre treten überwiegend in kirchlichem Kontext (Gottesdienste, Gemeindefeiern) oder in diakonischen Einrichtungen (Krankenhaus, Altenheim) auf. Infolge einer Lockerung dieser Abgrenzung am Ende des 20. Jahrhunderts wirken viele Posaunenchöre aber auch bei weltlichen Veranstaltungen mit. Die Posaunenchöre leisten eine musikalisch breitschichtige und generationsübergreifende Bildungsarbeit, oft unter Mitwirkung professionell ausgebildeter Musiker. Die Leitung der Chöre liegt in vielen Fällen bei Personen, die Kirchenmusik studiert haben; oft sind es jedoch Laien, die sich durch Schulungen Kenntnisse in der Leitung eines Posaunenchores erworben haben.

#### Stimmlagen, deren Instrumentierung und Klangbild

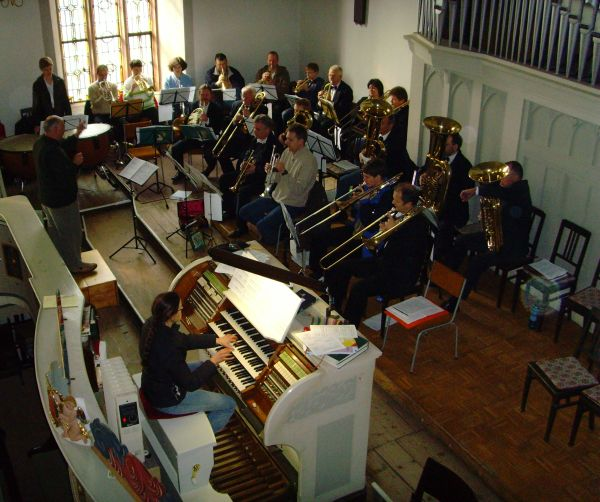
Posaunenchor mit Pauken und Orgelbegleitung

Die C-Notation des Posaunenchores orientiert sich an der vierstimmigen Chorpartitur:
- Sopran und Alt werden im Violinschlüssel („hohes Register“) notiert.
- Tenor und Bass im Bassschlüssel („tiefes Register“) klingend notiert.

Die Mehrzahl der Posaunenchorkompositionen ist nach wie vor im vierstimmigen Satz notiert, aus den historischen Gründen des vom Singechor abgeleiteten Klangbildes. Neuere Literatur ist in der Stimmenzahl wesentlich breiter aufgefächert, gerade in festlichen Sätzen wird der Klang der Bläser gern durch Begleitinstrumente wie Pauken, andere Schlaginstrumente und Orgel ergänzt.
Geprägt durch Kuhlo entsprach das klangliche Ideal lange dem als warm und weich empfundenen der Bügelhornfamilie. Für Sopran und Alt empfahl Kuhlo Flügelhörner, für den Tenor Tenorhörner oder Waldhörner und für den Bass Posaunen und Tuben. Wilhelm Ehmann hingegen wandte sich in der Zeit nach dem Zweiten Weltkrieg von diesem Klangbild dezidiert ab, er empfand es als „tutig“ und „schwerfällig“. Seine Idealbesetzung umfasste im hohen Register Trompeten und im tiefen Posaunen, war also insgesamt strahlender und obertonreicher.
Heutzutage hat man sich in Posaunenchören von derartig strikten Klangvorstellungen vollständig gelöst oder verwendet die Instrumentenfamilien nur noch innerhalb von Kompositionen zur Umsetzung bestimmter gewünschter Klangfarben.
Man findet heute in Posaunenchören in oft bunter Abmischung folgende Blechblasinstrumente:
- Sopran: Trompete, Kuhlohorn, Kornett; für bestimmte Oberstimmen auch Piccolotrompete oder Fanfarentrompete (Fanfaren haben eine langjährige Tradition z. B. beim Ulmer Landesposaunentag)
- Alt: Trompete, Kuhlohorn, Flügelhorn, Kornett, Altposaune, Es-Althorn
- Tenor: Waldhorn, Posaune, Tenorhorn
- Bass: Posaune, Baritonhorn, Tenorhorn, Tuba (auch Kaiserbass), Euphonium, Sousaphon

Ganz überwiegend werden Instrumente in der B-Grundstimmung verwendet, da diese dieselben intonatorischen Gegebenheiten haben. Da aus Partituren in klingender Notation geblasen wird, bilden Posaunenchöre ihre Instrumentalisten im Spielen aus klingender Notation (in C) aus. Der Ton wird dabei mit dem Notennamen bezeichnet, der erklingt. Bläser, die ihr Instrument entsprechend der Grundstimmung ihres Instruments gelernt haben, z. B. Trompeter in B, Hornisten in F und Altposaunisten in Es, müssen aus Posaunenchornoten transponiert spielen oder die klingende Notation lernen.
Eine Ausnahme bilden die Tuben: Sie spielen, sofern nicht anders gekennzeichnet, eine Oktave unter der notierten Bass-Stimme in der Kontra-Oktavlage.

#### Integrative Kantorei

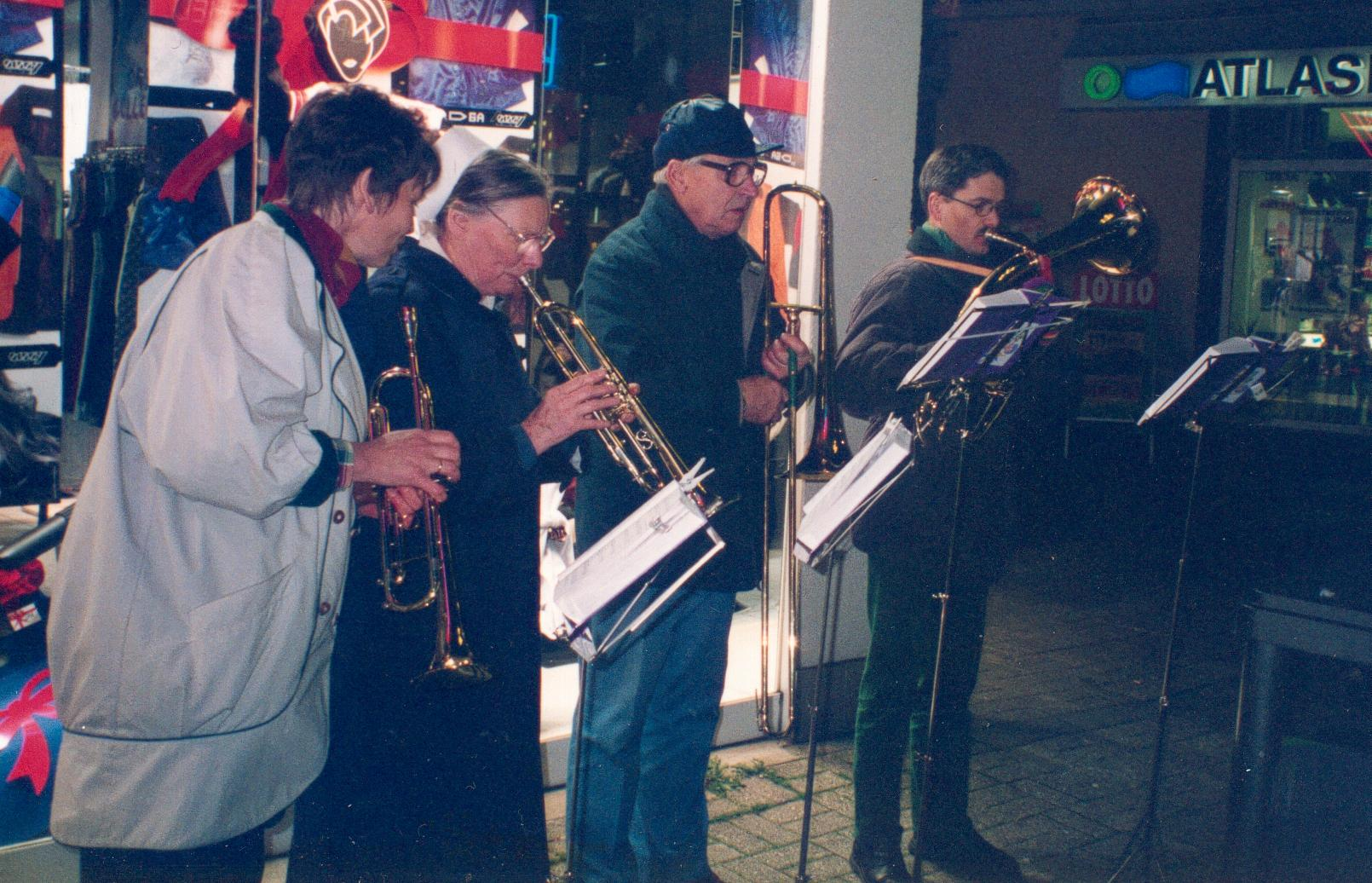
Bläser der Kreuznacher-Diakonie-Kantorei beim Adventsblasen

Einen besetzungstechnischen Sonderweg beschreitet der Posaunenchor der Kreuznacher-Diakonie-Kantorei. Um 1990 fusionierte er mit Sängern, Streichern und Holzbläsern zu einer integrativen Kantorei, teils mit Unterstützung von Pauken und Gitarre. Bei Kantaten und Solokonzerten wirken Bläsersolisten im Orchester mit.

#### Werke und Verbände
Im Evangelischen Posaunendienst in Deutschland (EPiD) sind 29 deutsche Posaunenwerke und -verbände zusammengeschlossen. Die größten Verbände (mit der Anzahl der Aktiven) sind:
- Verband evangelischer Posaunenchöre in Bayern e. V. (19.000)
- Evangelisches Jugendwerk in Württemberg (ejw) (18.000)
- Posaunenwerk der Ev.-Luth. Landeskirche Hannovers (14.000)
- Bläserarbeit im CVJM-Westbund (8.000)
- Sächsische Posaunenmission (6.200)
- Landesarbeit der Evangelischen Posaunenchöre in Baden (5.500)
- Posaunenwerk in der Evang. Kirche von Westfalen (5.500)
- Posaunenwerke in der Ev.-Luth. Kirche in Norddeutschland (5.300)
- Posaunenwerk der Evang. Kirche von Kurhessen-Waldeck (5.000)
- Posaunenwerk der Evang. Kirche in Hessen und Nassau (4.000)
- Posaunenwerk der Evangelischen Kirche in Mitteldeutschland (3.000)
- Gnadauer Posaunenbund (Chöre der landeskirchlichen Gemeinschaften) (2.900)
- Posaunendienst der Evang. Kirche Berlin-Brandenburg-schlesische Oberlausitz (3.000)
- Posaunenwerk der Evang. Kirche im Rheinland (2.500)
- Bund Christlicher Posaunenchöre Deutschlands (bcpd) (Freikirchliche Chöre) (2.300)
- Posaunendienst in der Lippischen Landeskirche (1.250)
- Posaunenwerk der Ev.-luth. Landeskirche in Braunschweig (1.000)
- Ev. Posaunenwerk Bremen (500)
- Posaunenwerk der Evangelischen Landeskirche Anhalts (240)

Sie werden von hauptamtlichen Landesposaunenwarten bzw. -wartinnen geleitet; beim CVJM-Westbund und beim Bund Christlicher Posaunenchöre heißt diese Position „Bundesposaunenwart“. Die Posaunenchöre treffen sich regelmäßig zu Posaunentagen auf Kreis- oder Bezirksebene und zu Landesposaunentagen. Die zahlenmäßig größte Veranstaltung dieser Art ist der alle zwei Jahre stattfindende württembergische Landesposaunentag, zu dem sich 8000 bis 9000 Bläser in Ulm versammeln.

#### Deutscher Evangelischer Posaunentag
Im Jahr 2008 fand in Leipzig mit dem Deutschen Evangelischen Posaunentag das erste gesamtdeutsche Treffen von Blasmusikern seit über 50 Jahren statt. Über 16.000 Mitwirkende bildeten den größten Posaunenchor der Welt, der einen Eintrag im Guinness-Buch der Rekorde erhielt. Das Motto war „Ohrenblickmal“. Der zweite Posaunentag 2016 in Dresden, unter dem Motto „Luft nach oben“, überbot diesen Rekord mit 17.541 angemeldeten Teilnehmern. 2024 kamen beim dritten Posaunentag etwa 15.000 Teilnehmer in Hamburg unter dem Motto „mittenmang“ (Plattdeutsch für „mittendrin“) zusammen.

### Bläserchöre der Heilsarmee
Die erste Brass Band der Heilsarmee wurde 1879 in Consett gegründet. Die Brass Bands sind als Teil der Heilsarmee weltweit verbreitet und dienen der Werbung für deren Arbeit. Die Besetzung besteht aus Kornetten, Flügelhörnern, Althörnern, Tenorhörnern, Euphonien, Posaunen, Tuben und Schlagwerk. Trompeten und Waldhörner sind unüblich. Außer der Bassposaune werden alle Instrumente transponierend im Violinschlüssel notiert.

### Bläserchöre der katholischen Kirche
In der katholischen Kirche sind reine Posaunenchöre weniger verbreitet. Unter dem Namen Katholische Kirchenmusik (KKM) existieren allerdings zahlreiche gemischte Blasorchester. In der Diözese Mainz sind im Diözesanverband der Bläserchöre über 3500 Bläser in 74 Orchestern aktiv. Die Katholischen Kirchenmusiken wirken mit bei Gottesdiensten und Festen der Pfarrei. Präses der Vereine ist meist der Pfarrer. In großen Domen, so in Mainz, Berlin und Münster, spielen teilweise professionell besetzte Blechbläserensembles.
In Veitsbronn im Landkreis Fürth gibt es neben dem evangelischen Posaunenchor auch einen katholischen Posaunenchor, der ebenfalls Mitglied im Verband evangelischer Posaunenchöre in Bayern ist.

## Würdigung
Aus Anlass des 20-jährigen Bestehens des Evangelischen Posaunendienstes in Deutschland e. V. (EPiD) erschien im März 2014 eine Sondermarke mit dem Wert von 2,15 Euro (für Einschreiben). Als Motiv werden die Schattenbilder von zwei Musikern mit Posaune und Trompete gezeigt.